# 2018-as Formula–1 belga nagydíj
A belga nagydíj volt a 2018-as Formula–1 világbajnokság tizenharmadik futama, amelyet 2018. augusztus 24. és augusztus 26. között rendeztek meg a Circuit de Spa-Francorchamps versenypályán, Spában.
Ezen a hétvégén jogilag egy új csapat állt fel a rajtrácsra: az FIA jogi problémák miatt kizárta a Sahara Force India csapatot a bajnokságból, konstruktőri pontjaikat lenullázták (a pilóták az egyéni pontversenyben megtarthatták addig gyűjtött pontjaikat), és a csapat immáron Racing Point Force India néven, új konstruktőri nevezőként indult el ezen a futamon.

## Választható keverékek
| Abroncs            | Friss | Használt |
| ------------------ | ----- | -------- |
| Közepes keverék    |       |          |
| Lágy keverék       |       |          |
| Szuperlágy keverék |       |          |
| Átmeneti esőgumi   |       |          |
| Teljes esőgumi     |       |          |

## Szabadedzések

### Első szabadedzés
A belga nagydíj első szabadedzését augusztus 24-én, pénteken délelőtt tartották.
| helyezés | versenyző         | csapat/motor         | elért idő | különbség | futott kör |
| -------- | ----------------- | -------------------- | --------- | --------- | ---------- |
| 1        | Sebastian Vettel  | Ferrari              | 1:44,358  | −         | 19         |
| 2        | Max Verstappen    | Red Bull-TAG Heuer   | 1:44,509  | +0,151    | 20         |
| 3        | Lewis Hamilton    | Mercedes             | 1:44,676  | +0,318    | 22         |
| 4        | Kimi Räikkönen    | Ferrari              | 1:44,718  | +0,360    | 17         |
| 5        | Valtteri Bottas   | Mercedes             | 1:44,724  | +0,366    | 25         |
| 6        | Daniel Ricciardo  | Red Bull-TAG Heuer   | 1:45,558  | +1,200    | 4          |
| 7        | Esteban Ocon      | Force India-Mercedes | 1:45,786  | +1,428    | 22         |
| 8        | Nico Hülkenberg   | Renault              | 1:45,951  | +1,593    | 19         |
| 9        | Sergio Pérez      | Force India-Mercedes | 1:46,169  | +1,811    | 21         |
| 10       | Carlos Sainz Jr.  | Renault              | 1:46,210  | +1,852    | 19         |
| 11       | Pierre Gasly      | Toro Rosso-Honda     | 1:46,300  | +1,942    | 25         |
| 12       | Romain Grosjean   | Haas-Ferrari         | 1:46,387  | +2,029    | 20         |
| 13       | Charles Leclerc   | Sauber-Ferrari       | 1:46,554  | +2,196    | 20         |
| 14       | Marcus Ericsson   | Sauber-Ferrari       | 1:46,557  | +2,199    | 19         |
| 15       | Brendon Hartley   | Toro Rosso-Honda     | 1:46,932  | +2,574    | 23         |
| 16       | Lance Stroll      | Williams-Mercedes    | 1:46,965  | +2,607    | 25         |
| 17       | Kevin Magnussen   | Haas-Ferrari         | 1:47,012  | +2,654    | 21         |
| 18       | Lando Norris      | McLaren-Renault      | 1:47,364  | +3,006    | 26         |
| 19       | Szergej Szirotkin | Williams-Mercedes    | 1:47,367  | +3,009    | 23         |
| 20       | Stoffel Vandoorne | McLaren-Renault      | 1:47,452  | +3,094    | 13         |

### Második szabadedzés
A belga nagydíj második szabadedzését augusztus 24-én, pénteken délután tartották.
| helyezés | versenyző         | csapat/motor         | elért idő | különbség | futott kör |
| -------- | ----------------- | -------------------- | --------- | --------- | ---------- |
| 1        | Kimi Räikkönen    | Ferrari              | 1:43,355  | −         | 29         |
| 2        | Lewis Hamilton    | Mercedes             | 1:43,523  | +0,168    | 28         |
| 3        | Valtteri Bottas   | Mercedes             | 1:43,803  | +0,448    | 29         |
| 4        | Max Verstappen    | Red Bull-TAG Heuer   | 1:44,046  | +0,691    | 25         |
| 5        | Sebastian Vettel  | Ferrari              | 1:44,129  | +0,774    | 31         |
| 6        | Daniel Ricciardo  | Red Bull-TAG Heuer   | 1:44,250  | +0,895    | 31         |
| 7        | Sergio Pérez      | Force India-Mercedes | 1:44,662  | +1,307    | 27         |
| 8        | Carlos Sainz Jr.  | Renault              | 1:45,481  | +2,126    | 29         |
| 9        | Marcus Ericsson   | Sauber-Ferrari       | 1:45,537  | +2,182    | 24         |
| 10       | Charles Leclerc   | Sauber-Ferrari       | 1:45,622  | +2,267    | 25         |
| 11       | Nico Hülkenberg   | Renault              | 1:45,753  | +2,398    | 28         |
| 12       | Romain Grosjean   | Haas-Ferrari         | 1:45,817  | +2,462    | 29         |
| 13       | Esteban Ocon      | Force India-Mercedes | 1:45,935  | +2,580    | 24         |
| 14       | Kevin Magnussen   | Haas-Ferrari         | 1:46,078  | +2,723    | 29         |
| 15       | Pierre Gasly      | Toro Rosso-Honda     | 1:46,080  | +2,725    | 33         |
| 16       | Fernando Alonso   | McLaren-Renault      | 1:46,153  | +2,798    | 28         |
| 17       | Brendon Hartley   | Toro Rosso-Honda     | 1:46,337  | +2,982    | 35         |
| 18       | Szergej Szirotkin | Williams-Mercedes    | 1:46,451  | +3,096    | 35         |
| 19       | Lance Stroll      | Williams-Mercedes    | 1:46,470  | +3,115    | 34         |
| 20       | Stoffel Vandoorne | McLaren-Renault      | 1:46,496  | +3,141    | 25         |

### Harmadik szabadedzés
A belga nagydíj harmadik szabadedzését augusztus 25-én, szombaton délelőtt tartották.
| helyezés | versenyző         | csapat/motor         | elért idő | különbség | futott kör |
| -------- | ----------------- | -------------------- | --------- | --------- | ---------- |
| 1        | Sebastian Vettel  | Ferrari              | 1:42,661  | −         | 13         |
| 2        | Kimi Räikkönen    | Ferrari              | 1:42,724  | +0,063    | 15         |
| 3        | Lewis Hamilton    | Mercedes             | 1:42,798  | +0,137    | 10         |
| 4        | Valtteri Bottas   | Mercedes             | 1:43,464  | +0,803    | 13         |
| 5        | Max Verstappen    | Red Bull-TAG Heuer   | 1:44,048  | +1,387    | 10         |
| 6        | Daniel Ricciardo  | Red Bull-TAG Heuer   | 1:44,479  | +1,818    | 13         |
| 7        | Charles Leclerc   | Sauber-Ferrari       | 1:44,963  | +2,302    | 12         |
| 8        | Sergio Pérez      | Force India-Mercedes | 1:45,341  | +2,680    | 10         |
| 9        | Nico Hülkenberg   | Renault              | 1:45,464  | +2,803    | 17         |
| 10       | Esteban Ocon      | Force India-Mercedes | 1:45,485  | +2,824    | 13         |
| 11       | Marcus Ericsson   | Sauber-Ferrari       | 1:45,536  | +2,875    | 11         |
| 12       | Romain Grosjean   | Haas-Ferrari         | 1:45,814  | +3,153    | 12         |
| 13       | Carlos Sainz Jr.  | Renault              | 1:45,925  | +3,264    | 13         |
| 14       | Kevin Magnussen   | Haas-Ferrari         | 1:46,087  | +3,426    | 12         |
| 15       | Pierre Gasly      | Toro Rosso-Honda     | 1:46,182  | +3,521    | 16         |
| 16       | Brendon Hartley   | Toro Rosso-Honda     | 1:46,259  | +3,598    | 17         |
| 17       | Lance Stroll      | Williams-Mercedes    | 1:46,502  | +3,841    | 10         |
| 18       | Szergej Szirotkin | Williams-Mercedes    | 1:46,630  | +3,969    | 11         |
| 19       | Fernando Alonso   | McLaren-Renault      | 1:46,942  | +4,281    | 16         |
| 20       | Stoffel Vandoorne | McLaren-Renault      | 1:47,061  | +4,400    | 14         |

## Időmérő edzés
A belga nagydíj időmérő edzését augusztus 25-én, szombaton futották. A Q3 esős körülmények között zajlott.
| helyezés              | rajtszám | versenyző         | csapat/motor         | 1. rész  | 2. rész    | 3. rész    | rajthely | futott kör |
| --------------------- | -------- | ----------------- | -------------------- | -------- | ---------- | ---------- | -------- | ---------- |
| 1                     | 44       | Lewis Hamilton    | Mercedes             | 1:42,977 | 1:41,553   | 1:58,179   | 1        | 19         |
| 2                     | 5        | Sebastian Vettel  | Ferrari              | 1:43,035 | 1:41,501   | 1:58,905   | 2        | 18         |
| 3                     | 31       | Esteban Ocon      | Force India-Mercedes | 1:44,003 | 1:43,302   | 2:01,851   | 3        | 16         |
| 4                     | 11       | Sergio Pérez      | Force India-Mercedes | 1:44,004 | 1:43,014   | 2:01,894   | 4        | 14         |
| 5                     | 8        | Romain Grosjean   | Haas-Ferrari         | 1:43,597 | 1:43,042   | 2:02,122   | 5        | 20         |
| 6                     | 7        | Kimi Räikkönen    | Ferrari              | 1:42,585 | 1:41,533   | 2:02,671   | 6        | 13         |
| 7                     | 33       | Max Verstappen    | Red Bull-TAG Heuer   | 1:43,199 | 1:42,554   | 2:02,769   | 7        | 11         |
| 8                     | 3        | Daniel Ricciardo  | Red Bull-TAG Heuer   | 1:43,604 | 1:43,126   | 2:02,939   | 8        | 16         |
| 9                     | 20       | Kevin Magnussen   | Haas-Ferrari         | 1:43,834 | 1:43,320   | 2:04,933   | 9        | 19         |
| 10                    | 77       | Valtteri Bottas   | Mercedes             | 1:42,805 | 1:42,191   | idő nélkül | 17[1]    | 7          |
| 11                    | 10       | Pierre Gasly      | Toro Rosso-Honda     | 1:44,221 | 1:43,844   |            | 10       | 14         |
| 12                    | 28       | Brendon Hartley   | Toro Rosso-Honda     | 1:44,153 | 1:43,865   |            | 11       | 13         |
| 13                    | 16       | Charles Leclerc   | Sauber-Ferrari       | 1:43,654 | 1:44,062   |            | 12       | 14         |
| 14                    | 9        | Marcus Ericsson   | Sauber-Ferrari       | 1:43,846 | 1:44,301   |            | 13       | 11         |
| 15                    | 27       | Nico Hülkenberg   | Renault              | 1:44,145 | idő nélkül |            | 18[1]    | 3          |
| 16                    | 55       | Carlos Sainz Jr.  | Renault              | 1:44,489 |            |            | 19[2]    | 6          |
| 17                    | 14       | Fernando Alonso   | McLaren-Renault      | 1:44,917 |            |            | 14       | 6          |
| 18                    | 35       | Szergej Szirotkin | Williams-Mercedes    | 1:44,998 |            |            | 15       | 6          |
| 19                    | 18       | Lance Stroll      | Williams-Mercedes    | 1:45,134 |            |            | 16       | 6          |
| 20                    | 2        | Stoffel Vandoorne | McLaren-Renault      | 1:45,307 |            |            | 20[2]    | 8          |
| 107%-os idő: 1:49,765 |          |                   |                      |          |            |            |          |            |

Megjegyzés:
- ↑ 1:  — Valtteri Bottas és Nico Hülkenberg autójában minden erőforráselemet kicseréltek, ezért 30 helyes rajtbüntetést kaptak a futamra.[4]
- ↑ 2:  — Carlos Sainz Jr. és Stoffel Vandoorne autójában az időmérő után a teljes erőforrást kicserélték, ezért 30 helyes rajtbüntetést kaptak.[5]

## Futam
A belga nagydíj augusztus 26-án, vasárnap rajtolt.
| helyezés | rajtszám | versenyző         | csapat/motor         | futott kör | idő/kiesés oka   | rajthely | abroncs | pont |
| -------- | -------- | ----------------- | -------------------- | ---------- | ---------------- | -------- | ------- | ---- |
| 1        | 5        | Sebastian Vettel  | Ferrari              | 44         | 1:23:34,476      | 2        |         | 25   |
| 2        | 44       | Lewis Hamilton    | Mercedes             | 44         | +11,061          | 1        |         | 18   |
| 3        | 33       | Max Verstappen    | Red Bull-TAG Heuer   | 44         | +31,372          | 7        |         | 15   |
| 4        | 77       | Valtteri Bottas   | Mercedes             | 44         | +1:08,605[1]     | 17       |         | 12   |
| 5        | 11       | Sergio Pérez      | Force India-Mercedes | 44         | +1:11,023        | 4        |         | 10   |
| 6        | 31       | Esteban Ocon      | Force India-Mercedes | 44         | +1:19,520        | 3        |         | 8    |
| 7        | 8        | Romain Grosjean   | Haas-Ferrari         | 44         | +1:25,953        | 5        |         | 6    |
| 8        | 20       | Kevin Magnussen   | Haas-Ferrari         | 44         | +1:27,639        | 9        |         | 4    |
| 9        | 10       | Pierre Gasly      | Toro Rosso-Honda     | 44         | +1:45,892        | 10       |         | 2    |
| 10       | 9        | Marcus Ericsson   | Sauber-Ferrari       | 43         | +1 kör           | 13       |         | 1    |
| 11       | 55       | Carlos Sainz Jr.  | Renault              | 43         | +1 kör           | 19       |         |      |
| 12       | 35       | Szergej Szirotkin | Williams-Mercedes    | 43         | +1 kör           | 15       |         |      |
| 13       | 18       | Lance Stroll      | Williams-Mercedes    | 43         | +1 kör           | 16       |         |      |
| 14       | 28       | Brendon Hartley   | Toro Rosso-Honda     | 43         | +1 kör           | 11       |         |      |
| 15       | 2        | Stoffel Vandoorne | McLaren-Renault      | 43         | +1 kör           | 20       |         |      |
| ki       | 3        | Daniel Ricciardo  | Red Bull-TAG Heuer   | 28         | baleseti sérülés | 8        |         |      |
| ki       | 7        | Kimi Räikkönen    | Ferrari              | 8          | hátsó szárny     | 6        |         |      |
| ki       | 16       | Charles Leclerc   | Sauber-Ferrari       | 0          | baleset          | 12       |         |      |
| ki       | 14       | Fernando Alonso   | McLaren-Renault      | 0          | baleset          | 14       |         |      |
| ki       | 27       | Nico Hülkenberg   | Renault              | 0          | baleset          | 18       |         |      |

Megjegyzés:
- ↑ 1:  — Valtteri Bottas utólag 5 másodperces időbüntetést kapott a Szergej Szirotkinnal való ütközésért. Helyezését ez nem befolyásolta.[7]

## A világbajnokság állása a verseny után
| H   | Versenyzők       | Pont | H   | Konstruktőrök        | Pont |
| --- | ---------------- | ---- | --- | -------------------- | ---- |
| 1.  | Lewis Hamilton   | 231  | 1.  | Mercedes             | 375  |
| 2.  | Sebastian Vettel | 214  | 2.  | Ferrari              | 360  |
| 3.  | Kimi Räikkönen   | 146  | 3.  | Red Bull-TAG Heuer   | 238  |
| 4.  | Valtteri Bottas  | 144  | 4.  | Renault              | 82   |
| 5.  | Max Verstappen   | 120  | 5.  | Haas-Ferrari         | 76   |
| 6.  | Daniel Ricciardo | 118  | 6.  | McLaren-Renault      | 52   |
| 7.  | Nico Hülkenberg  | 52   | 7.  | Toro Rosso-Honda     | 30   |
| 8.  | Kevin Magnussen  | 49   | 8.  | Sauber-Ferrari       | 19   |
| 9.  | Fernando Alonso  | 44   | 9.  | Force India-Mercedes | 18   |
| 10. | Sergio Pérez     | 40   | 10. | Williams-Mercedes    | 4    |

(A teljes táblázat)

## Statisztikák
- Vezető helyen:
  - Sebastian Vettel: 44 kör (1-44)
- Lewis Hamilton 78. pole-pozíciója.
- Valtteri Bottas 7. versenyben futott leggyorsabb köre.
- Sebastian Vettel 52. futamgyőzelme.
- A Ferrari 235. futamgyőzelme.
- Sebastian Vettel 107., Lewis Hamilton 127., Max Verstappen 16. dobogós helyezése.
- Sergio Pérez 150. nagydíja.[8]
- A Racing Point Force India csapat első nagydíja ezen a néven.